# Selemon Barega
Selemon Barega (Gurage, 20 de janeiro de 2000) é um fundista etíope, campeão olímpico dos 10.000 metros.
Em 2016, quando começou a competir internacionalmente aos 16 anos, foi campeão mundial junior dos 5.000 metros em Bydgoszcz, Polônia. No ano seguinte, competindo nesta mesma prova como adulto aos 17 anos, foi quinto colocado no Campeonato Mundial de Atletismo de Londres. Em 2018, estabeleceu o recorde mundial júnior para os 5.000 metros no Memorial Van Damme, prova integrante da Champions League, em Bruxelas, Bélgica, com a marca de 12:48, que o colocou como o quinto atleta do mundo mais rápido nela, com apenas 18 anos de idade. No ano seguinte, foi medalha de prata da prova no Campeonato Mundial de Atletismo de 2019, em Doha, Qatar.
Em Tóquio 2020, disputado em 2021, foi campeão olímpico dos 10.000 metros derrotando o recordista mundial da prova Joshua Cheptegei, de Uganda. Em Budapeste 2023, o campeonato mundial seguinte, ficou com a medalha de bronze nos 10 000 metros.